# Excoecaria laotica
Excoecaria laotica är en törelväxtart som först beskrevs av François Gagnepain, och fick sitt nu gällande namn av Hans-Joachim Esser. Excoecaria laotica ingår i släktet Excoecaria och familjen törelväxter. Inga underarter finns listade i Catalogue of Life.